# کولونللا
کولونللا (به لاتین: Kolonella) یک منطقهٔ مسکونی در سری‌لانکا است که در استان مرکزی (سری‌لانکا) واقع شده‌است.